# Чулома
Чулома — река в России, протекает в Ненецком автономном округе. Устье реки находится в 2 км по левому берегу реки Яржеб на высоте 2 м над уровнем моря. Длина реки составляет 56 км.
В 17 км от устья, по правому берегу реки впадает река Прелая Виска.

## Данные водного реестра
По данным государственного водного реестра России относится к Двинско-Печорскому бассейновому округу, водохозяйственный участок реки — Печора от водомерного поста Усть-Цильма и до устья, речной подбассейн реки — бассейны притоков Печоры ниже впадения Усы. Речной бассейн реки — Печора.
Код объекта в государственном водном реестре — 03050300212103000083650.